# RefSeq
La RefSeq —en anglès Reference Sequence, seqüència de referència— és una base de dades d'accés obert, anotada i curada manualment, que conté seqüències nucleotídiques (ADN, ARN) i els seus productes proteics. Està mantinguda pel National Center for Biotechnology Information (NCBI) i, a diferència del GenBank, proporciona només un únic registre per a cada molècula biològica natural (ADN, ARN o proteïna) per a diferents organismes, tant virus i bacteris com eucariotes.
Per a cada organisme model, la RefSeq té registres separats i enllaçats tant per a l'ADN genòmic com per als transcrits i proteïnes que se'n deriven. La RefSeq es limita a aquells organismes importants que tenen prou dades disponibles, mentre que el GenBank inclou totes les seqüències que s'hi han tramès sense cap mena de restricció pel que fa a l'organisme.

## Categories de RefSeq
| Categoria | Descripció                                          |
| --------- | --------------------------------------------------- |
| NC        | Molècules genòmiques completes (p. ex., cromosomes) |
| NG        | Regió genòmica incompleta                           |
| NM        | mRNA                                                |
| NR        | ncRNA                                               |
| NP        | Proteïna                                            |
| XM        | mRNA model predit                                   |
| XR        | ncRNA model predit                                  |
| XP        | proteïna model predita                              |